# 玛格丽特·格兰特
玛格丽特·格兰特（英語：Margaret Grant，1965年8月13日—），爱尔兰女子硬地滚球运动员。她曾代表爱尔兰参加2000年夏季残疾人奥林匹克运动会硬地滚球比赛，获得BC3级双人金牌。